# Proverb
Proverb (z francouzského proverbe od latinského proverbium, což znamená přísloví, úsloví, pořekadlo) je dramatický žánr, většinou lyrická komedie o jednom dějství (jednoaktovka), ilustrující platnost nějakého přísloví nebo pořekadla.
Proverby vznikly ve Francii v 17. století, kdy se v období vlády Ludvíka XIII. hrály ve šlechtických salónech hry na přísloví, která měli na konci hry diváci uhodnout. Po vzoru commedie dell'arte šlo o improvizovaná představení bez dekorací, předváděná jen na základě několika dějových pokynů. Později byly psány i podrobnější scénáře, například od madame de Maintenon pro dívčí ústavy.
Skutečné divadelní hry tohoto žánru začaly vznikat v 18. století a proslavil se jimi především francouzský malíř a dramatik Louis Carrogis Carmontelle, který je autorem osmisvazkového díla Proverbes dramatiques (1768-1781, Dramatická přísloví). Na počátku 19. století pěstoval tento žánr dramatik Théodore Leclercq a po něm ho svérázným způsobem oživil básník Alfred de Musset, který navázal na tradici francouzských konverzačních veseloher 18. století a vytvořil zdánlivě lehkou komedii, která ovšem nepostrádá ani hořké tóny, jež mohou přerůst až v tragické vyústění. Jeho nejznámější hrou tohoto typu je On ne badine pas avec l’amour (1834, S láskou nejsou žádné žerty).

## České země

### Výtvarné umění
- série tapisérií na zámku Hluboká